# 大野町

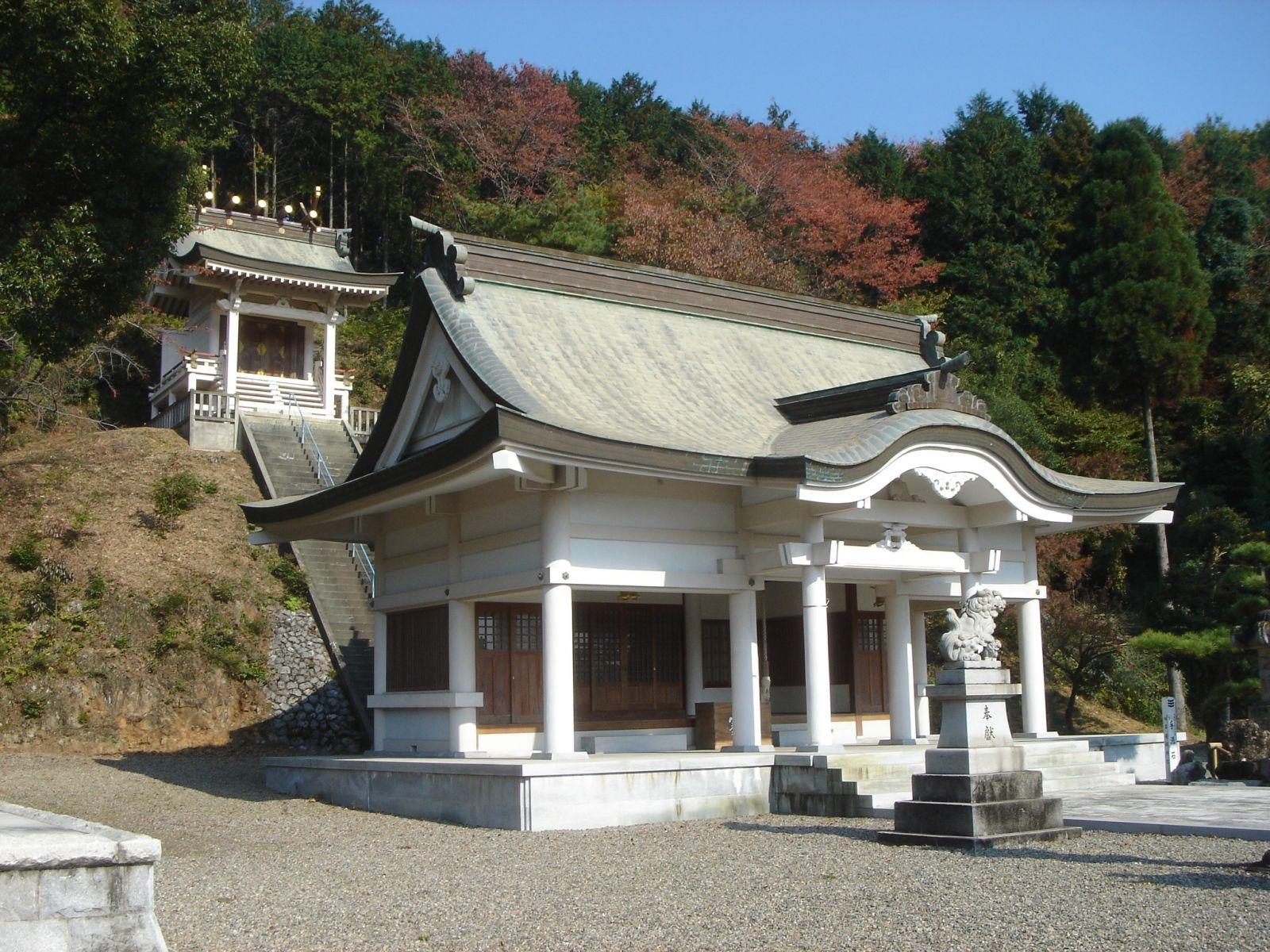
来振神社

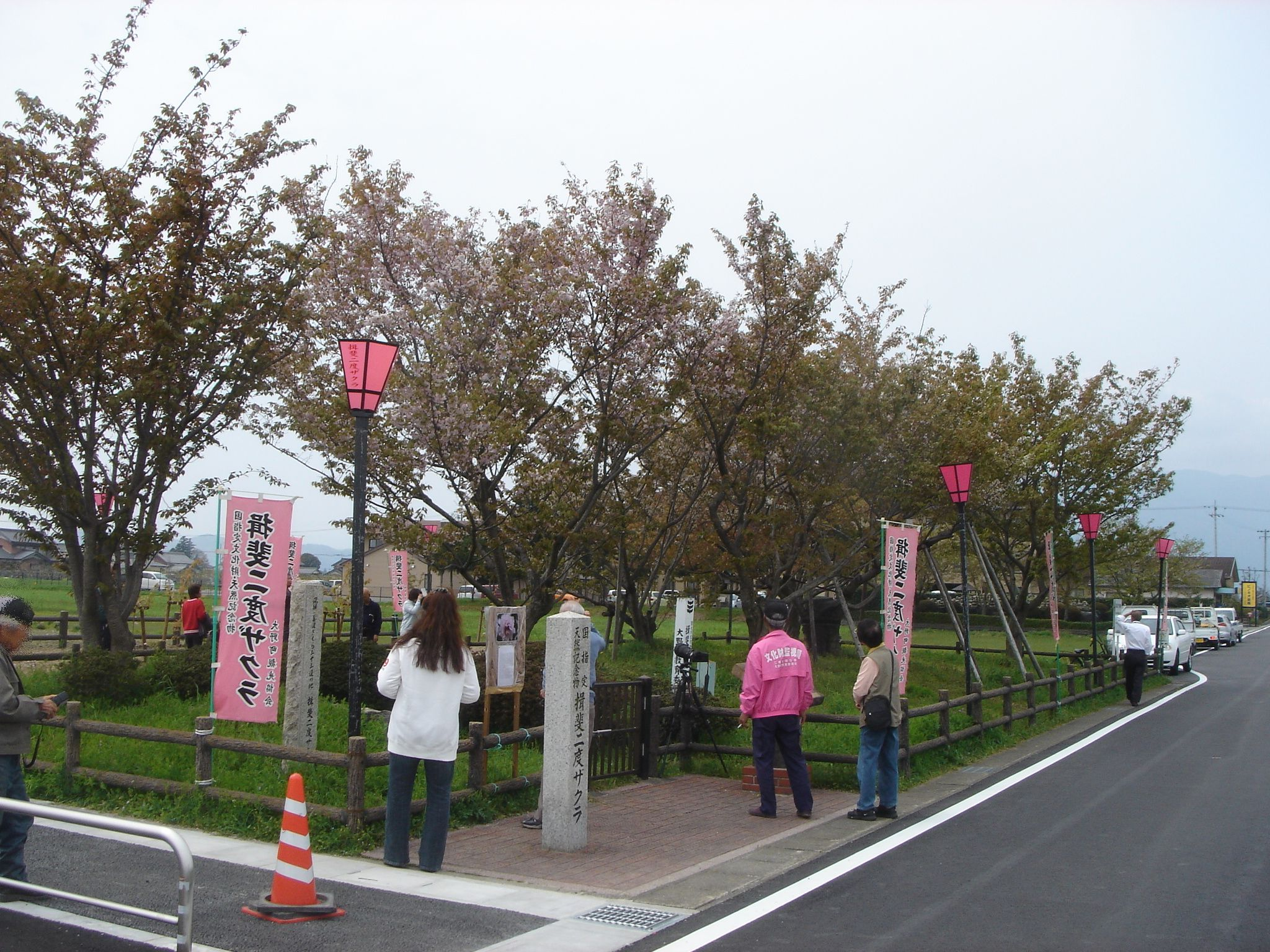
揖斐二度桜

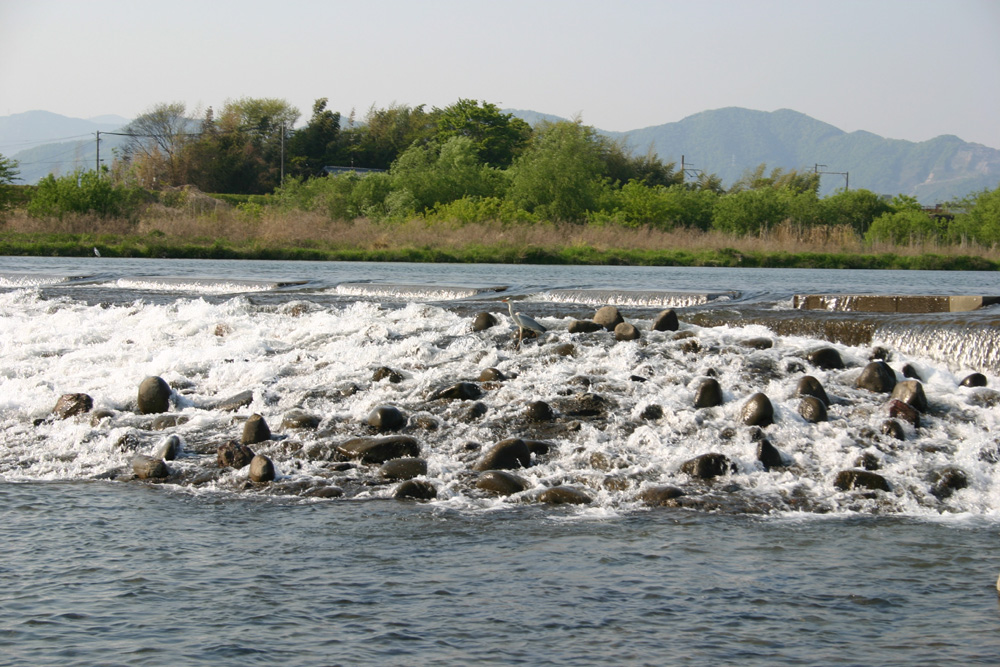
町内の根尾川に設けられている「自然石パノラマ魚道」

大野町（おおのちょう）は、岐阜県揖斐郡の町。濃尾平野の西北端に位置する。

## 地理
北部に大谷山（356m）、滝谷山（398m）、雁又山（430m）などの山々があるが、西の揖斐川と東の根尾川の合流地域であり町域の大半は平地である。
現在の大野町の名は、かつての大野郡に由来し、1897年（明治30年）に誕生した大野村が町制施行した地名である。それ以前にも大野郡には大野村という村が存在していた。1889年（明治22年）の合併で豊木村となり、昭和の大合併で大野町に合併している。現在の地名の大野町大野が、かつての大野郡大野村である。

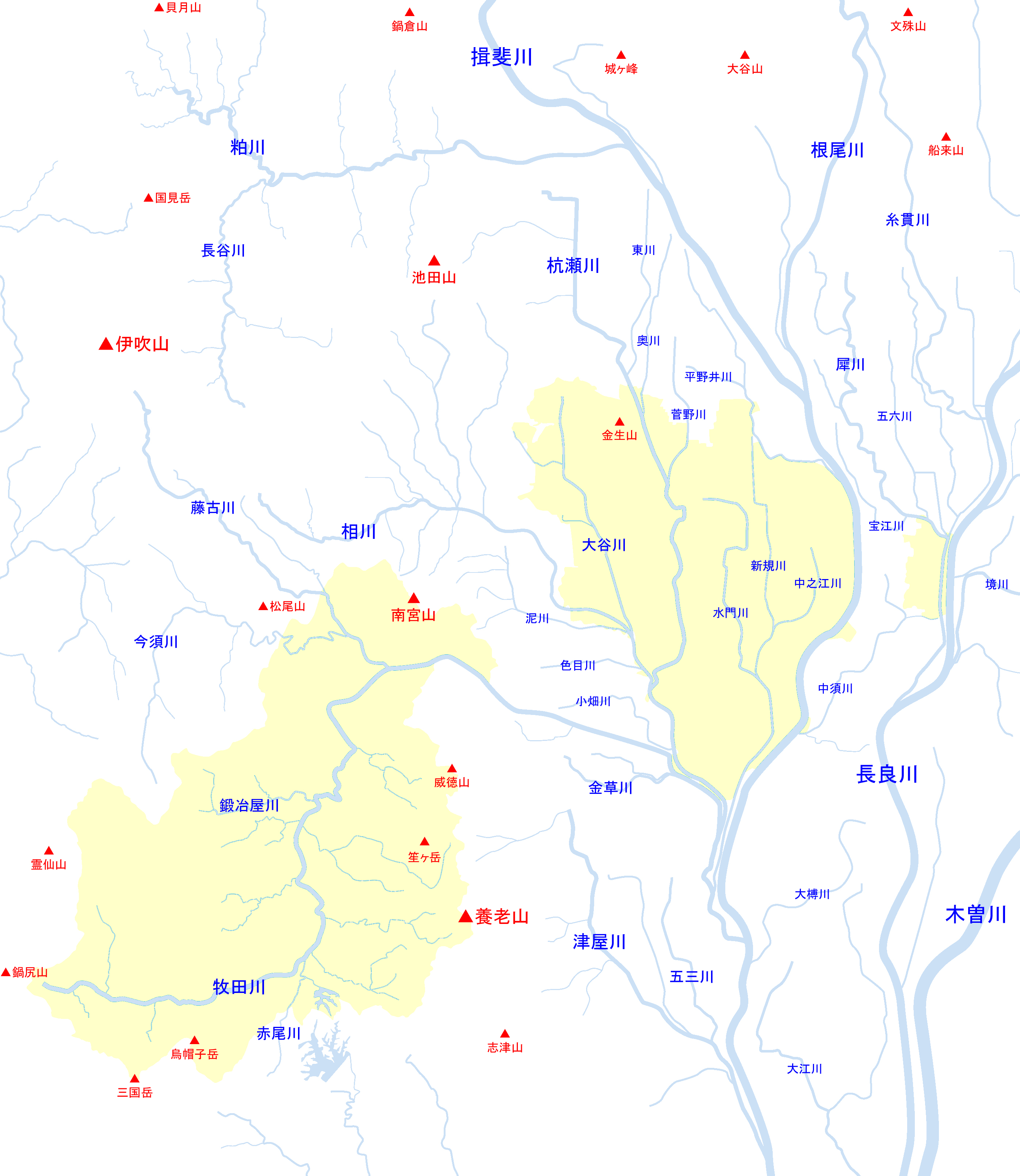
大垣市周辺河川の位置関係図

### 隣接している自治体
- 本巣市
- 瑞穂市
- 揖斐郡揖斐川町
- 同郡池田町
- 安八郡神戸町

### 地名
大野町は通常の地名以外に、小学校区を基本構成単位とした行政上の地域区分が行われている。
- 第1区 - 大野町立東小学校の校区にほぼ該当
  - 黒野
  - 六里
  - 相羽
  - 下方
  - 麻生
- 第2区 - 大野町立大野小学校の校区にほぼ該当
  - 桜大門
  - 西方
  - 大野
  - 野
- 第3区 - 大野町立北小学校の校区にほぼ該当
  - 稲富
  - 古川
  - 寺内
  - 上秋
  - 稲畑
- 第4区 - 大野町立西小学校の校区（旧・西郡村）に該当
  - 牛洞
  - 松山
  - 瀬古
  - 中之元
- 第5区 - 大野町立中小学校の校区（旧・鶯村）に該当
  - 公郷
  - 領家
  - 大衣斐
  - 小衣斐
- 第6区 - 大野町立南小学校の校区（旧・川合村の大部分）に該当
  - 加納
  - 南方
  - 五之里
  - 郡家
  - 上磯
  - 下磯
  - 本庄
  - 下座倉

### 人口
| |                                        |  |
| 大野町と全国の年齢別人口分布（2005年） | 大野町の年齢・男女別人口分布（2005年） |  |
| ■紫色 ― 大野町 ■緑色 ― 日本全国 | ■青色 ― 男性 ■赤色 ― 女性              |  |
| 大野町（に相当する地域）の人口の推移 \| 1970年（昭和45年） \| 15,032人 \| \| \| 1975年（昭和50年） \| 17,173人 \| \| \| 1980年（昭和55年） \| 19,127人 \| \| \| 1985年（昭和60年） \| 20,342人 \| \| \| 1990年（平成2年） \| 21,044人 \| \| \| 1995年（平成7年） \| 22,079人 \| \| \| 2000年（平成12年） \| 23,071人 \| \| \| 2005年（平成17年） \| 23,788人 \| \| \| 2010年（平成22年） \| 23,859人 \| \| \| 2015年（平成27年） \| 23,453人 \| \| \| 2020年（令和2年） \| 22,041人 \| \| |                                        |  |
| 総務省統計局 国勢調査より |                                        |  |
| 1970年（昭和45年） | 15,032人                               |  |
| 1975年（昭和50年） | 17,173人                               |  |
| 1980年（昭和55年） | 19,127人                               |  |
| 1985年（昭和60年） | 20,342人                               |  |
| 1990年（平成2年） | 21,044人                               |  |
| 1995年（平成7年） | 22,079人                               |  |
| 2000年（平成12年） | 23,071人                               |  |
| 2005年（平成17年） | 23,788人                               |  |
| 2010年（平成22年） | 23,859人                               |  |
| 2015年（平成27年） | 23,453人                               |  |
| 2020年（令和2年） | 22,041人                               |  |

## 歴史
- 1897年（明治30年）4月1日 - 揖斐郡黒野村、六里村、麻生村、相羽村、下方村が合併して大野村が発足。
- 1932年（昭和7年）10月1日 - 大野村が町制を施行して大野町が発足。
- 1954年（昭和29年）4月1日 - 大野町、西郡村、豊木村、富秋村が合併して改めて大野町が発足。
- 1956年（昭和31年）4月1日 - 鶯村を編入する。
- 1957年（昭和32年）4月7日 - 昭和天皇、香淳皇后が町内に行幸啓。岐阜学院を視察[2]。
- 1960年（昭和35年）1月1日 - 川合村を編入する。
- 1960年（昭和35年）4月1日 - 西座倉地区が神戸町に編入される（川合村時代に決定済）。

### 変遷表
| 明治元年        | 明治4年 7月1日            | 明治7年 3月1日                | 明治8年 3月1日 -7月1日 | 明治9年 5月     | 明治12年 2月18日 郡区町村 編成法施行 | 明治22年 4月1日 町村制施行 | 明治30年 4月1日 揖斐郡発足 | 昭和7年 10月1日                    | 昭和29年 5月1日               | 昭和30年 4月1日 | 昭和31年 4月1日                      | 昭和35年 1月1日 -4月1日              | 現在          |
| --------------- | ------------------------- | ----------------------------- | ---------------------- | --------------- | ------------------------------------ | -------------------------- | -------------------------- | ---------------------------------- | ----------------------------- | --------------- | ------------------------------------ | ------------------------------------ | ------------- |
| 大野郡 西座倉村 | 大野郡 西座倉村           | 大野郡 西座倉村               | 大野郡 西座倉村        | 大野郡 西座倉村 | 大野郡 西座倉村                      | 大野郡 西座倉村            | 揖斐郡 川合村              | 揖斐郡 川合村                      | 揖斐郡 川合村                 | 揖斐郡 川合村   | 揖斐郡 川合村                        | 昭和35年 4月1日 安八郡 神戸町に編入  | 安八郡 神戸町 |
| 大野郡 下座倉村 | 大野郡 下座倉村           | 大野郡 下座倉村               | 大野郡 下座倉村        | 大野郡 下座倉村 | 大野郡 下座倉村                      | 大野郡 下座倉村            | 揖斐郡 川合村              | 揖斐郡 川合村                      | 揖斐郡 川合村                 | 揖斐郡 川合村   | 揖斐郡 川合村                        | 昭和35年 1月1日 揖斐郡 大野町 に編入 | 揖斐郡 大野町 |
| 大野郡 加納村   | 大野郡 加納村             | 大野郡 加納村                 | 大野郡 加納村          | 大野郡 加納村   | 大野郡 加納村                        | 大野郡 加納村              | 揖斐郡 川合村              | 揖斐郡 川合村                      | 揖斐郡 川合村                 | 揖斐郡 川合村   | 揖斐郡 川合村                        | 昭和35年 1月1日 揖斐郡 大野町 に編入 | 揖斐郡 大野町 |
| 大野郡 郡家村   | 大野郡 郡家村             | 大野郡 郡家村                 | 大野郡 郡家村          | 大野郡 郡家村   | 大野郡 郡家村                        | 大野郡 郡家村              | 揖斐郡 川合村              | 揖斐郡 川合村                      | 揖斐郡 川合村                 | 揖斐郡 川合村   | 揖斐郡 川合村                        | 昭和35年 1月1日 揖斐郡 大野町 に編入 | 揖斐郡 大野町 |
| 大野郡 本荘村   | 大野郡 本荘村             | 大野郡 本荘村                 | 大野郡 本荘村          | 大野郡 本荘村   | 大野郡 本荘村                        | 大野郡 本荘村              | 揖斐郡 川合村              | 揖斐郡 川合村                      | 揖斐郡 川合村                 | 揖斐郡 川合村   | 揖斐郡 川合村                        | 昭和35年 1月1日 揖斐郡 大野町 に編入 | 揖斐郡 大野町 |
| 大野郡 五ノ里村 | 大野郡 五ノ里村           | 大野郡 五ノ里村               | 大野郡 五ノ里村        | 大野郡 五ノ里村 | 大野郡 五ノ里村                      | 大野郡 五ノ里村            | 揖斐郡 川合村              | 揖斐郡 川合村                      | 揖斐郡 川合村                 | 揖斐郡 川合村   | 揖斐郡 川合村                        | 昭和35年 1月1日 揖斐郡 大野町 に編入 | 揖斐郡 大野町 |
| 大野郡 上磯村   | 大野郡 上磯村             | 大野郡 上磯村                 | 大野郡 上磯村          | 大野郡 上磯村   | 大野郡 上磯村                        | 大野郡 上磯村              | 揖斐郡 川合村              | 揖斐郡 川合村                      | 揖斐郡 川合村                 | 揖斐郡 川合村   | 揖斐郡 川合村                        | 昭和35年 1月1日 揖斐郡 大野町 に編入 | 揖斐郡 大野町 |
| 大野郡 下磯村   | 大野郡 下磯村             | 大野郡 下磯村                 | 大野郡 下磯村          | 大野郡 下磯村   | 大野郡 下磯村                        | 大野郡 下磯村              | 揖斐郡 川合村              | 揖斐郡 川合村                      | 揖斐郡 川合村                 | 揖斐郡 川合村   | 揖斐郡 川合村                        | 昭和35年 1月1日 揖斐郡 大野町 に編入 | 揖斐郡 大野町 |
| 大野郡 下有里村 | 大野郡 下有里村           | 大野郡 下有里村               | 大野郡 下有里村        | 大野郡 下有里村 | 大野郡 下有里村                      | 大野郡 下磯村              | 揖斐郡 川合村              | 揖斐郡 川合村                      | 揖斐郡 川合村                 | 揖斐郡 川合村   | 揖斐郡 川合村                        | 昭和35年 1月1日 揖斐郡 大野町 に編入 | 揖斐郡 大野町 |
| 大野郡 南方村   | 大野郡 南方村             | 明治8年 改称 大野郡 下南方村  | 大野郡 下南方村        | 大野郡 下南方村 | 大野郡 下南方村                      | 大野郡 下南方村            | 揖斐郡 川合村              | 揖斐郡 川合村                      | 揖斐郡 川合村                 | 揖斐郡 川合村   | 揖斐郡 川合村                        | 昭和35年 1月1日 揖斐郡 大野町 に編入 | 揖斐郡 大野町 |
| 大野郡 東黒野村 | 大野郡 東黒野村           | 明治8年 12月1日 大野郡 黒野村 | 大野郡 黒野村          | 大野郡 黒野村   | 大野郡 黒野村                        | 大野郡 黒野村              | 揖斐郡 大野村              | 昭和7年 10月1日 町制 揖斐郡 大野町 | 昭和29年 4月1日 揖斐郡 大野町 | 揖斐郡 大野町   | 揖斐郡 大野町                        | 揖斐郡 大野町                        | 揖斐郡 大野町 |
| 大野郡 西黒野村 | 大野郡 西黒野村           | 明治8年 12月1日 大野郡 黒野村 | 大野郡 黒野村          | 大野郡 黒野村   | 大野郡 黒野村                        | 大野郡 黒野村              | 揖斐郡 大野村              | 昭和7年 10月1日 町制 揖斐郡 大野町 | 昭和29年 4月1日 揖斐郡 大野町 | 揖斐郡 大野町   | 揖斐郡 大野町                        | 揖斐郡 大野町                        | 揖斐郡 大野町 |
| 大野郡 六里村   | 大野郡 六里村             | 大野郡 六里村                 | 大野郡 六里村          | 大野郡 六里村   | 大野郡 六里村                        | 大野郡 六里村              | 揖斐郡 大野村              | 昭和7年 10月1日 町制 揖斐郡 大野町 | 昭和29年 4月1日 揖斐郡 大野町 | 揖斐郡 大野町   | 揖斐郡 大野町                        | 揖斐郡 大野町                        | 揖斐郡 大野町 |
| 大野郡 麻生村   | 大野郡 麻生村             | 大野郡 麻生村                 | 大野郡 麻生村          | 大野郡 麻生村   | 大野郡 麻生村                        | 大野郡 麻生村              | 揖斐郡 大野村              | 昭和7年 10月1日 町制 揖斐郡 大野町 | 昭和29年 4月1日 揖斐郡 大野町 | 揖斐郡 大野町   | 揖斐郡 大野町                        | 揖斐郡 大野町                        | 揖斐郡 大野町 |
| 大野郡 相羽村   | 大野郡 相羽村             | 大野郡 相羽村                 | 大野郡 相羽村          | 大野郡 相羽村   | 大野郡 相羽村                        | 大野郡 相羽村              | 揖斐郡 大野村              | 昭和7年 10月1日 町制 揖斐郡 大野町 | 昭和29年 4月1日 揖斐郡 大野町 | 揖斐郡 大野町   | 揖斐郡 大野町                        | 揖斐郡 大野町                        | 揖斐郡 大野町 |
| 大野郡 下方村   | 大野郡 下方村             | 大野郡 下方村                 | 大野郡 下方村          | 大野郡 下方村   | 大野郡 下方村                        | 大野郡 下方村              | 揖斐郡 大野村              | 昭和7年 10月1日 町制 揖斐郡 大野町 | 昭和29年 4月1日 揖斐郡 大野町 | 揖斐郡 大野町   | 揖斐郡 大野町                        | 揖斐郡 大野町                        | 揖斐郡 大野町 |
| 大野郡 松山村   | 大野郡 松山村             | 大野郡 松山村                 | 大野郡 松山村          | 大野郡 松山村   | 大野郡 松山村                        | 大野郡 松山村              | 揖斐郡 西郡村              | 揖斐郡 西郡村                      | 昭和29年 4月1日 揖斐郡 大野町 | 揖斐郡 大野町   | 揖斐郡 大野町                        | 揖斐郡 大野町                        | 揖斐郡 大野町 |
| 大野郡 志名村   | 大野郡 志名村             | 大野郡 志名村                 | 大野郡 志名村          | 大野郡 志名村   | 大野郡 志名村                        | 大野郡 松山村              | 揖斐郡 西郡村              | 揖斐郡 西郡村                      | 昭和29年 4月1日 揖斐郡 大野町 | 揖斐郡 大野町   | 揖斐郡 大野町                        | 揖斐郡 大野町                        | 揖斐郡 大野町 |
| 大野郡 瀬古村   | 大野郡 瀬古村             | 大野郡 瀬古村                 | 大野郡 瀬古村          | 大野郡 瀬古村   | 大野郡 瀬古村                        | 大野郡 瀬古村              | 揖斐郡 西郡村              | 揖斐郡 西郡村                      | 昭和29年 4月1日 揖斐郡 大野町 | 揖斐郡 大野町   | 揖斐郡 大野町                        | 揖斐郡 大野町                        | 揖斐郡 大野町 |
| 大野郡 辻村     | 大野郡 辻村               | 大野郡 辻村                   | 大野郡 辻村            | 大野郡 辻村     | 大野郡 辻村                          | 大野郡 瀬古村              | 揖斐郡 西郡村              | 揖斐郡 西郡村                      | 昭和29年 4月1日 揖斐郡 大野町 | 揖斐郡 大野町   | 揖斐郡 大野町                        | 揖斐郡 大野町                        | 揖斐郡 大野町 |
| 大野郡 沢村     | 大野郡 沢村               | 大野郡 沢村                   | 大野郡 沢村            | 大野郡 沢村     | 大野郡 沢村                          | 大野郡 瀬古村              | 揖斐郡 西郡村              | 揖斐郡 西郡村                      | 昭和29年 4月1日 揖斐郡 大野町 | 揖斐郡 大野町   | 揖斐郡 大野町                        | 揖斐郡 大野町                        | 揖斐郡 大野町 |
| 大野郡 中之元村 | 大野郡 中之元村           | 大野郡 中之元村               | 大野郡 中之元村        | 大野郡 中之元村 | 大野郡 中之元村                      | 大野郡 中之元村            | 揖斐郡 西郡村              | 揖斐郡 西郡村                      | 昭和29年 4月1日 揖斐郡 大野町 | 揖斐郡 大野町   | 揖斐郡 大野町                        | 揖斐郡 大野町                        | 揖斐郡 大野町 |
| 大野郡 牛洞村   | 大野郡 牛洞村             | 大野郡 牛洞村                 | 大野郡 牛洞村          | 大野郡 牛洞村   | 大野郡 牛洞村                        | 大野郡 牛洞村              | 揖斐郡 西郡村              | 揖斐郡 西郡村                      | 昭和29年 4月1日 揖斐郡 大野町 | 揖斐郡 大野町   | 揖斐郡 大野町                        | 揖斐郡 大野町                        | 揖斐郡 大野町 |
| 大野郡 野村     | 大野郡 野村               | 大野郡 野村                   | 大野郡 野村            | 大野郡 野村     | 大野郡 野村                          | 大野郡 豊木村              | 揖斐郡 豊木村              | 揖斐郡 豊木村                      | 昭和29年 4月1日 揖斐郡 大野町 | 揖斐郡 大野町   | 揖斐郡 大野町                        | 揖斐郡 大野町                        | 揖斐郡 大野町 |
| 大野郡 西方村   | 大野郡 西方村             | 大野郡 西方村                 | 大野郡 西方村          | 大野郡 西方村   | 大野郡 西方村                        | 大野郡 豊木村              | 揖斐郡 豊木村              | 揖斐郡 豊木村                      | 昭和29年 4月1日 揖斐郡 大野町 | 揖斐郡 大野町   | 揖斐郡 大野町                        | 揖斐郡 大野町                        | 揖斐郡 大野町 |
| 大野郡 桜大門村 | 大野郡 桜大門村           | 大野郡 桜大門村               | 大野郡 桜大門村        | 大野郡 桜大門村 | 大野郡 桜大門村                      | 大野郡 豊木村              | 揖斐郡 豊木村              | 揖斐郡 豊木村                      | 昭和29年 4月1日 揖斐郡 大野町 | 揖斐郡 大野町   | 揖斐郡 大野町                        | 揖斐郡 大野町                        | 揖斐郡 大野町 |
| 大野郡 大野村   | 大野郡 大野村             | 大野郡 大野村                 | 大野郡 大野村          | 大野郡 大野村   | 大野郡 大野村                        | 大野郡 豊木村              | 揖斐郡 豊木村              | 揖斐郡 豊木村                      | 昭和29年 4月1日 揖斐郡 大野町 | 揖斐郡 大野町   | 揖斐郡 大野町                        | 揖斐郡 大野町                        | 揖斐郡 大野町 |
| 大野郡 木振村   | 明治7年 9月 大野郡 稲富村 | 大野郡 稲富村                 | 大野郡 稲富村          | 大野郡 稲富村   | 大野郡 稲富村                        | 大野郡 富秋村              | 揖斐郡 富秋村              | 揖斐郡 富秋村                      | 昭和29年 4月1日 揖斐郡 大野町 | 揖斐郡 大野町   | 揖斐郡 大野町                        | 揖斐郡 大野町                        | 揖斐郡 大野町 |
| 大野郡 更地村   | 明治7年 9月 大野郡 稲富村 | 大野郡 稲富村                 | 大野郡 稲富村          | 大野郡 稲富村   | 大野郡 稲富村                        | 大野郡 富秋村              | 揖斐郡 富秋村              | 揖斐郡 富秋村                      | 昭和29年 4月1日 揖斐郡 大野町 | 揖斐郡 大野町   | 揖斐郡 大野町                        | 揖斐郡 大野町                        | 揖斐郡 大野町 |
| 大野郡 西上秋村 | 大野郡 西上秋村           | 大野郡 西上秋村               | 大野郡 西上秋村        | 大野郡 西上秋村 | 大野郡 上秋村                        | 大野郡 富秋村              | 揖斐郡 富秋村              | 揖斐郡 富秋村                      | 昭和29年 4月1日 揖斐郡 大野町 | 揖斐郡 大野町   | 揖斐郡 大野町                        | 揖斐郡 大野町                        | 揖斐郡 大野町 |
| 大野郡 古川村   | 大野郡 古川村             | 大野郡 古川村                 | 大野郡 古川村          | 大野郡 古川村   | 大野郡 古川村                        | 大野郡 富秋村              | 揖斐郡 富秋村              | 揖斐郡 富秋村                      | 昭和29年 4月1日 揖斐郡 大野町 | 揖斐郡 大野町   | 揖斐郡 大野町                        | 揖斐郡 大野町                        | 揖斐郡 大野町 |
| 大野郡 寺内村   | 大野郡 寺内村             | 大野郡 寺内村                 | 大野郡 寺内村          | 大野郡 寺内村   | 大野郡 寺内村                        | 大野郡 富秋村              | 揖斐郡 富秋村              | 揖斐郡 富秋村                      | 昭和29年 4月1日 揖斐郡 大野町 | 揖斐郡 大野町   | 揖斐郡 大野町                        | 揖斐郡 大野町                        | 揖斐郡 大野町 |
| 大野郡 稲畑村   | 大野郡 稲畑村             | 大野郡 稲畑村                 | 大野郡 稲畑村          | 大野郡 稲畑村   | 大野郡 稲畑村                        | 大野郡 富秋村              | 揖斐郡 富秋村              | 揖斐郡 富秋村                      | 昭和29年 4月1日 揖斐郡 大野町 | 揖斐郡 大野町   | 揖斐郡 大野町                        | 揖斐郡 大野町                        | 揖斐郡 大野町 |
| 大野郡 公郷村   | 大野郡 公郷村             | 明治8年 1月 大野郡 公郷村     | 大野郡 公郷村          | 大野郡 公郷村   | 大野郡 公郷村                        | 大野郡 公郷村              | 揖斐郡 鶯村                | 揖斐郡 鶯村                        | 揖斐郡 鶯村                   | 揖斐郡 鶯村     | 昭和31年 4月1日 揖斐郡 大野町 に編入 | 揖斐郡 大野町                        | 揖斐郡 大野町 |
| 大野郡 宝来村   | 大野郡 宝来村             | 明治8年 1月 大野郡 公郷村     | 大野郡 公郷村          | 大野郡 公郷村   | 大野郡 公郷村                        | 大野郡 公郷村              | 揖斐郡 鶯村                | 揖斐郡 鶯村                        | 揖斐郡 鶯村                   | 揖斐郡 鶯村     | 昭和31年 4月1日 揖斐郡 大野町 に編入 | 揖斐郡 大野町                        | 揖斐郡 大野町 |
| 大野郡 八木村   | 大野郡 八木村             | 明治8年 1月 大野郡 公郷村     | 大野郡 公郷村          | 大野郡 公郷村   | 大野郡 公郷村                        | 大野郡 公郷村              | 揖斐郡 鶯村                | 揖斐郡 鶯村                        | 揖斐郡 鶯村                   | 揖斐郡 鶯村     | 昭和31年 4月1日 揖斐郡 大野町 に編入 | 揖斐郡 大野町                        | 揖斐郡 大野町 |
| 大野郡 島部村   | 大野郡 島部村             | 明治8年 1月 大野郡 公郷村     | 大野郡 公郷村          | 大野郡 公郷村   | 大野郡 公郷村                        | 大野郡 公郷村              | 揖斐郡 鶯村                | 揖斐郡 鶯村                        | 揖斐郡 鶯村                   | 揖斐郡 鶯村     | 昭和31年 4月1日 揖斐郡 大野町 に編入 | 揖斐郡 大野町                        | 揖斐郡 大野町 |
| 大野郡 大衣斐村 | 大野郡 大衣斐村           | 大野郡 大衣斐村               | 大野郡 大衣斐村        | 大野郡 大衣斐村 | 大野郡 大衣斐村                      | 大野郡 大衣斐村            | 揖斐郡 鶯村                | 揖斐郡 鶯村                        | 揖斐郡 鶯村                   | 揖斐郡 鶯村     | 昭和31年 4月1日 揖斐郡 大野町 に編入 | 揖斐郡 大野町                        | 揖斐郡 大野町 |
| 大野郡 小衣斐村 | 大野郡 小衣斐村           | 大野郡 小衣斐村               | 大野郡 小衣斐村        | 大野郡 小衣斐村 | 大野郡 小衣斐村                      | 大野郡 小衣斐村            | 揖斐郡 鶯村                | 揖斐郡 鶯村                        | 揖斐郡 鶯村                   | 揖斐郡 鶯村     | 昭和31年 4月1日 揖斐郡 大野町 に編入 | 揖斐郡 大野町                        | 揖斐郡 大野町 |
| 大野郡 北領家村 | 大野郡 北領家村           | 明治8年 7月1日 大野郡 領家村  | 大野郡 領家村          | 大野郡 領家村   | 大野郡 領家村                        | 大野郡 領家村              | 揖斐郡 鶯村                | 揖斐郡 鶯村                        | 揖斐郡 鶯村                   | 揖斐郡 鶯村     | 昭和31年 4月1日 揖斐郡 大野町 に編入 | 揖斐郡 大野町                        | 揖斐郡 大野町 |
| 大野郡 南領家村 | 大野郡 南領家村           | 明治8年 7月1日 大野郡 領家村  | 大野郡 領家村          | 大野郡 領家村   | 大野郡 領家村                        | 大野郡 領家村              | 揖斐郡 鶯村                | 揖斐郡 鶯村                        | 揖斐郡 鶯村                   | 揖斐郡 鶯村     | 昭和31年 4月1日 揖斐郡 大野町 に編入 | 揖斐郡 大野町                        | 揖斐郡 大野町 |

## 行政
- 町長：宇佐美晃三（2010年3月1日 - ）

町議会
- 議員定数は10人。
- 定例会は年4回（3月、6月、9月、12月）。

### 姉妹都市・友好都市
- 邵陽（中華人民共和国）
- 北海道北見市（旧・常呂町から継続）

## 教育

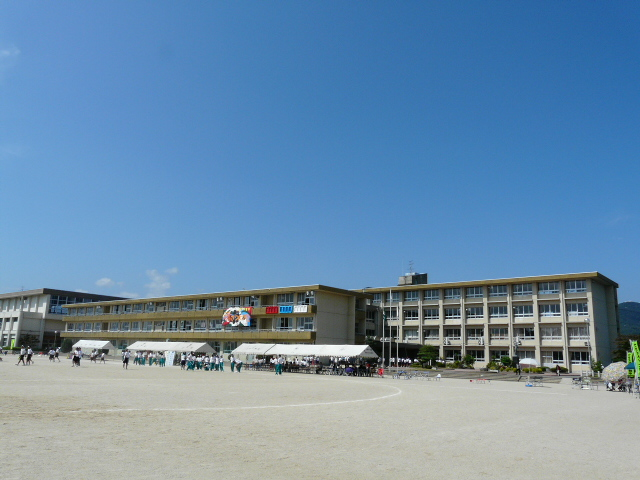
大野中学校

### 中学校
- 大野町立大野中学校
  - 大野分校
- 大野町立揖東中学校

### 小学校
- 大野町立大野小学校
  - 大野分校
- 大野町立西小学校
- 大野町立東小学校
- 大野町立北小学校
- 大野町立南小学校
- 大野町立中小学校

### 社会教育
- 大野町立図書館 - 1994年（平成6年）7月12日に開館した大野町総合町民センターにある[3]。2007年（平成19年）10月には岐阜県の町村立図書館として初めて指定管理者制度を導入した[4]。2014年（平成26年）には岐阜県で初めて国立国会図書館デジタルコレクションを導入した[5][6]。2015年（平成27年）には大野町が運営する施設としては初めて公衆無線LAN(Wi-Fi)を導入した[7]。

### その他教育施設
- 東海職業能力開発大学校（職業能力開発促進法に基づく職業能力開発大学校）
- 立木珠算学校
- 立木書写書道学校

## 交通

### 鉄道
現在の大野町に鉄道路線は通っていない。最寄り駅は本巣市にある樽見鉄道北方真桑駅である。
かつては名古屋鉄道の谷汲線と揖斐線が走っており、黒野駅は揖斐線と谷汲線の乗換駅となる主要駅だった。2001年（平成13年）には谷汲線が廃線となり、2005年（平成17年）には揖斐線も廃線となった。黒野駅跡地は黒野駅レールパークとして整備された。

### バス
路線バス

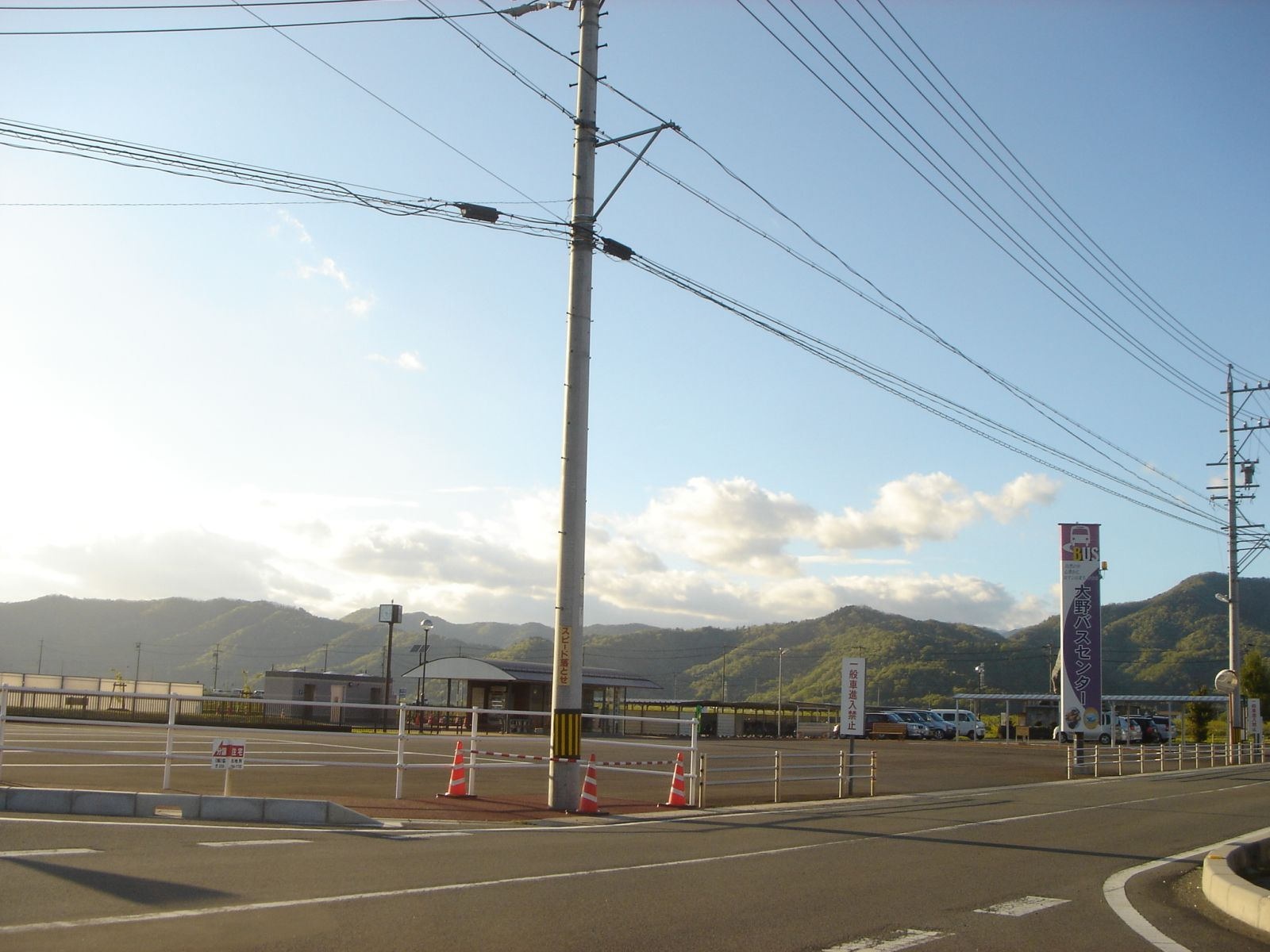
大野バスセンター

大野バスセンター、道の駅パレットピアおおのなどから以下の路線バスが発着する。
- 岐阜バス
  - 岐阜駅・名鉄岐阜駅方面、穂積駅方面
  - このうち、岐阜駅・名鉄岐阜駅方面の大野忠節線は廃線となった名鉄揖斐線・岐阜市内線の代替バスである。
- 名阪近鉄バス
  - 大垣駅方面
  - にしみのライナー 道の駅パレットピアおおの - 名神大垣 - 安八 - 名古屋駅（新幹線口） - 愛・地球博記念公園[8]
  - 2021年（令和3年）7月17日、高速バス「にしみのライナー」運行開始[9]。
- 揖斐川町コミュニティバス（揖斐川町ふれあいバス）

### デマンドタクシー
- 大野デマンドタクシー　※2007年（平成19年）7月11日運行開始

### 道路
高速道路
- 東海環状自動車道
  - （事業中） - 大野神戸IC -（神戸町）

国道
- 国道303号

県道
- 岐阜県道53号岐阜関ケ原線
- 岐阜県道78号岐阜大野線
- 岐阜県道92号岐阜巣南大野線
- 岐阜県道159号北方真正大野線
- 岐阜県道212号大垣大野線
- 岐阜県道255号根尾谷汲大野線
- 岐阜県道263号本庄揖斐川線
- 岐阜県道264号公郷中之元線
- 岐阜県道265号中之元古川線
- 岐阜県道266号深坂大野線
- 岐阜県道273号池田揖斐川大野線

## 通信
- 市外局番は町内全域0585（揖斐川MA）。

## 施設
- 国土交通省根尾川出張所
- 揖斐警察署（揖斐郡揖斐川町）管内
  - 大野交番
  - 川合警察官駐在所（町南部を管轄）
- 揖斐郡消防組合消防本部
  - 揖斐郡消防組合消防署
- 西濃地域保健所揖斐センター
- 岐阜県立わかあゆ学園（児童自立支援施設。大野中学校大野分校、大野小学校大野分校はわかあゆ学園内に設置されている）
- 大野町役場
- 大野町総合町民センター
- 大野町中央公民館
- 大野町福祉センター
- 大野町運動公園 - レインボースタジアム（野球場）・メイプルグラウンド（多目的運動場）を中心とした運動公園
- 大野町民体育館
- 大野町民武道館
- 大野町埋蔵文化財センター（大野あけぼのミュージアム）
- 大野町民俗資料館
- 大垣共立銀行大野支店
- 十六銀行大野支店
- 大垣西濃信用金庫大野支店
- いび川農業協同組合大野支店・揖東支店
- 西濃厚生病院 - 2023年10月開院

## 名所・旧跡・観光スポット
- 大谷スカイライン
- 来振寺
- 来振神社
- 野古墳群
- 稲荷遺跡[10]
- 旧北岡田家住宅 - 国登録有形文化財
- 大野町バラ公園
- 相羽城 - 大野町指定史跡
- 大野滑空場

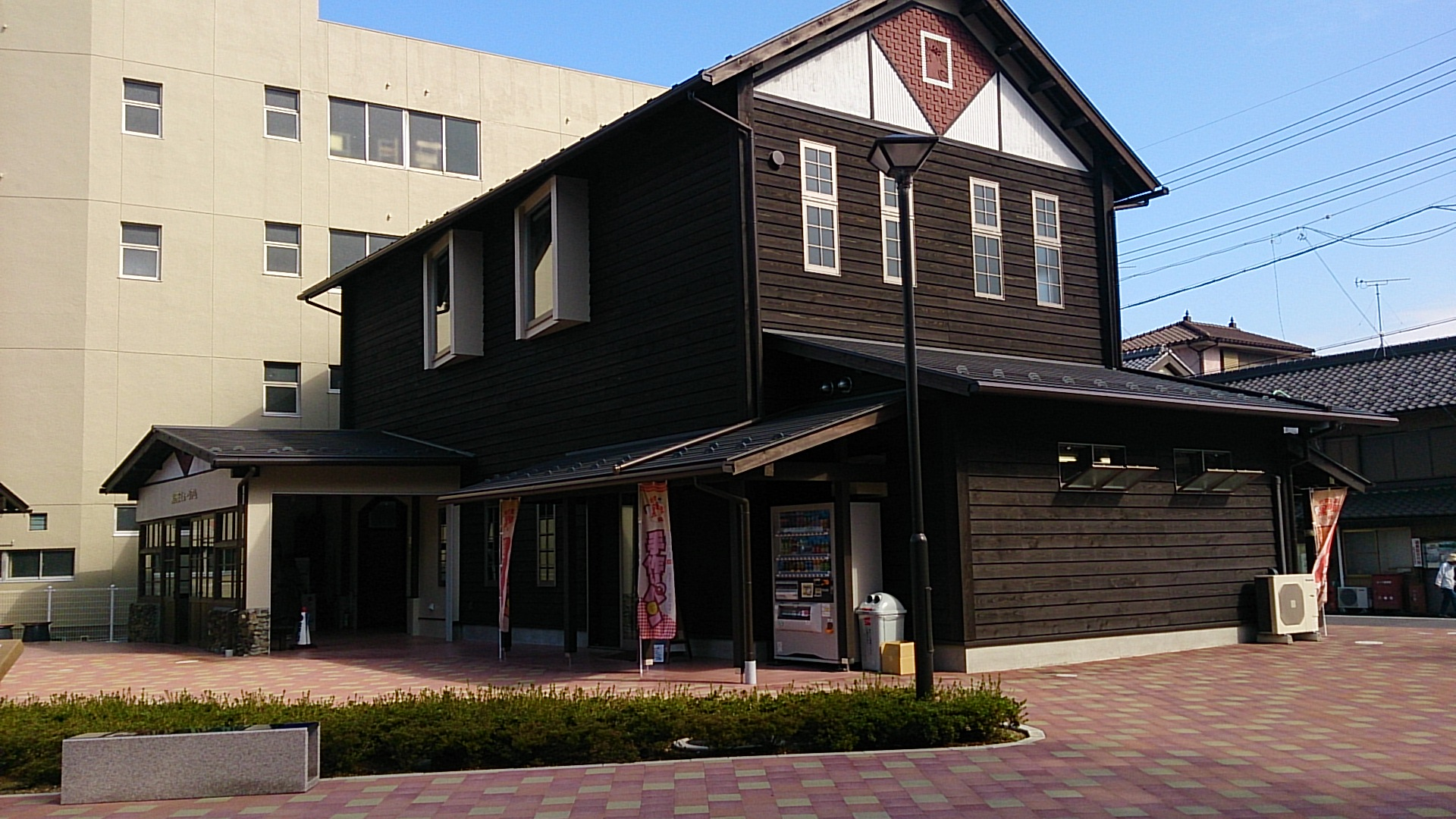
黒野駅ミュージアム

- 所郁太郎・贈従四位頌徳記念碑 - 大野町史跡。
- 道の駅パレットピアおおの
- 黒野駅レールパーク - 黒野駅ミュージアムがある。
- 条里公園
- 根尾川花火大会

## 出身人物
- 岡田理江 - 俳優・モデル。岡田義徳の姉。
- 岡田義徳 - 俳優。岡田理江の弟。
- 松田大輔 - お笑いタレント（東京ダイナマイト）。
- 菊池亜希子 - モデル。
- 岡田弘隆 - 柔道家。
- 鍛治舎巧 - アマチュア野球選手・高校野球解説者・高校野球指導者。
- 所郁太郎 - 幕末の志士。適塾出身であり高杉晋作の参謀。遊撃隊 (長州藩)軍監。大野町には碑が建てられている。